# Кунєєвський ВТТ
Кунєєвський виправно-трудовий табір (рос. Кунеевлаг, Кунеевский ИТЛ, Куне́евский исправи́тельно-трудо́вой ла́герь) — підрозділ системи виправно-трудових установ СРСР.
Табір було створено 1949 року, його керівництво розміщувалось у місті Ставрополь (нині Тольятті). Був підрозділом ГУЛАГу, з 1950 року будучи структурним елементом Куйбишевгідробуду. У 1953—1954 роках перебував під егідою міністерства юстиції СРСР, відтак знову перейшов у підпорядкування МВС.
Основна діяльність Кунєєвського ВВТ була пов'язаною з будівництвом Куйбишевської ГЕС, арештанти табору забезпечили підготовку до будівництва, створивши інфраструктуру будмайданчика, зокрема, підвівши залізничні лінії та ЛЕП від Куйбишева та Сизрані, а також збудувавши та обслуговуючи низку допоміжних виробництв. Арештантів табору активно використовували під час підготовки ложа водосховища до затоплення, у житловому та комунально-побутовому будівництві, вони збудували цілі квартали сучасного Тольятті. Арештанти також були основною робочою силою в котловані будівлі ГЕС, здебільшого їх зусиллями було вимито земляну греблю та споруджено будівлю ГЕС.
Кількість арештантів у таборі варіювала залежно від масштабу будівельних робіт, становлячи від 1 253 до 46 507 людей, що робить Кунєєвський ВТТ одним із найбільших виправно-трудових таборів СРСР. У різні роки за різними оцінками арештанти Кунєєвського ВТТ становили до 70—85 % від загальної кількості учасників будівництва Куйбишевської ГЕС, таким чином вони відіграли вирішальну роль у споруджені, що стало одним із останніх великих будівництв у СРСР із застосуванням масової примусової праці арештантів.
12 березня 1958 року у зв'язку із завершенням будівництва ГЕС і загальним реформуванням пенітенціарної системи в СРСР табір було скасовано.
У радянські роки табір і його роль у споруджені ГЕС ніяк не згадувався у відкритих джерелах, перша інформації про нього у відкритому доступі появилась лише наприкінці 1980-х років.

## Історія
У 1937 році в Кунєєвці (пізніше поглинута Куйбишевським водосховищем) був створений табірний пункт Ставропольської окремої ділянки управління ВТТ «Самарлаг». Ув'язнені були зайняті на лісоповалі та заготівлі пиломатеріалів. При таборі був загін воєнізованої охорони, кладовище в кварталі № 40 для ув'язнених, стайні. Загальна площа табору становила 2 гектари, ще 0,5 га було відведено для будівництва тимчасової дороги для перевезення лісоматеріалів.
Максимальна одноразова кількість ув'язнених у таборі могло становити більше 46 000 чоловік.
Кунєєвський виправно-трудовий табір був закритий 12 березня 1958.

## Виконувані роботи
- будівництво Куйбишевського гідровузла,
- будівництво автодороги Куйбишев-Ставрополь (до 18.01.51), залізничної гілки в Чапаєвску до силікатного заводу (в IV кв. 1950),
- будівництво залізниці по обох берегах Волги, ЛЕП-110 від Сизранської ТЕЦ,
- будівництво та обслуговування 7-и бетонних заводів, ДОКу, ремонтно - механічних майстерень, гаражів, складів, житлове та комунально-побутове будівництво.